# Krystyna Prońko (album 1975)
Krystyna Prońko – pierwszy solowy album nagrany przez polską piosenkarkę Krystynę Prońko.
Na płytę złożyły się głównie kompozycje współpracującego w tym czasie z wokalistką Janusza Komana oraz, po jednym utworze, Seweryna Krajewskiego, Katarzyny Gärtner i Jerzego Miliana. Krystynie Prońko towarzyszył ośmioosobowy zespół Koman Band, grupa wokalna Partita oraz Orkiestra Polskiego Radia pod dyrekcją Jana Pruszaka. W utworze „Ciemności złote, ciemności srebrne” solo na saksofonie altowym zagrał brat wokalistki – Piotr Prońko.
Winylowy LP ukazał się w 1975, wydany przez Polskie Nagrania „Muza”, a wyprodukowany przez Pronit z numerem katalogowym SXL 1091 (numery matryc S-3-XW-2267 i S-3-XW-2268).

## Muzycy
- Krystyna Prońko – śpiew
- grupa wokalna Partita – śpiew towarzyszący
- Piotr Prońko – saksofon altowy (B2)
- Koman Band
- Orkiestra PR pod dyr. Jana Pruszaka

## Lista utworów
Strona A
| 1. | "A gdzież są te drogi" (muz. Janusz Koman, sł. Jan Nagrabiecki) |  |
|    |                                                                 |  |
| 2. | "Papierowe ptaki" (muz. J. Koman, sł. Janusz Szczepkowski)      |  |
|    |                                                                 |  |
| 3. | "Anioł i róża" (muz. J. Koman, sł. J. Szczepkowski)             |  |
|    |                                                                 |  |
| 4. | "Umarłe krajobrazy" (muz. J. Koman, sł. Grzegorz Walczak)       |  |
|    |                                                                 |  |
| 5. | "Po co ci to chłopcze" (muz. J. Koman, sł. J. Szczepkowski)     |  |
|    |                                                                 |  |
Strona B
| 1. | "Spójrz, spójrz" (muz. Katarzyna Gärtner, sł. Grzegorz Walczak)                |  |
|    |                                                                                |  |
| 2. | "Ciemności złote, ciemności srebrne" (muz. J. Koman, sł. Grzegorz Walczak)     |  |
|    |                                                                                |  |
| 3. | "Idąc za tobą" (muz. Seweryn Krajewski, sł. Tomasz Bielski)                    |  |
|    |                                                                                |  |
| 4. | "Wszystko za grosz" (muz. Jerzy Milian, sł. Tomasz Bielski, Bogusław Choiński) |  |
|    |                                                                                |  |
| 5. | "Biedna" (muz. J. Koman, sł. Włodzimierz Patuszyński)                          |  |
|    |                                                                                |  |

## Informacje uzupełniające
- Reżyser nagrania – Janusz Urbański
- Inżynier dźwięku – Krystyna Urbańska
- Projekt graficzny okładki – Tomasz Sikora